# Диц, Бернард
Бе́рнард Диц (нем. Bernard Dietz; род. 22 марта 1948, Хамм, Германия) — немецкий футболист, играл на позиции защитника.

## Карьера
Бернард Диц, защитник, выполнявший функцию чистильщика или свободного защитника, ныне уже канувшую в Лету, до сих пор очень вспоминаем немецкими болельщиками. Он пришёл на место Франца Беккенбауэра, лучшего игрока Германии всех времён, и сохранил планку этого места на поле на высоком уровне.
Бернард стал заниматься футболом в школе района Бокум-Хёфель города Хамм. До 22 лет он играл за местную команду, пока его случайно не заметили в «Дуйсбурге». Перед сезоном 1970/71 он стал игроком «зебр». Так получилось, Диц пришёл на свободное место, свободную позицию, никем не занятую в команде, и поэтому место в основе ему было отдано сразу. 28 октября он был брошен в бой и «выжил». В тот день проходил матч третьего тура немецкого первенства против «Кёльна». Главный тренер «зебр» Рудольф Фаснахт выпустил его с первых минут против очень сильной команды того времени, с такими игроками как Манфред Манглиц, Вольфганг Вебер, Бернхард Кулльман и Хайнц Флоэ, немало игравшими вместе и за клуб, и за сборную. «Дуйсбургу» удалось сохранить счёт ничейным — 0:0, немалая доля принадлежит в этом и Бернарду Дицу.
Всего же за «Дуйсбург» Бернард провёл 12 сезонов, сыграл в них 396 матчей и забил 70 мячей, став легендой команды на долгое время. В его честь талисман команды, зебра, получил прозвище Эннац, которое было у Бернарда.
В 1982 году Бернард перешёл в «Шальке 04», который в то время скитался между первой и второй Бундеслигами, но начинал потихоньку становиться более влиятельным. Дебютировал в клубе 21 августа 1982 года в первом туре чемпионата матчем против «Боруссии» из Мёнхенгладбаха, завершившемся поражением гельзенкирхенцев со счётом 2:4. За «Шальке» он провёл 5 сезонов, сыграл 135 матчей и забил 8 мячей.

## Карьера в сборной
Бернард дебютировал за сборную ФРГ 22 декабря 1974 года в матче отборочного турнира к чемпионату Европы 1976 года против национальной команды Мальты, закончившемся победой немцев со счётом 1:0. Диц вышел на поле в основном составе и провёл весь матч. С 1979 по 1981 год был капитаном сборной, включая победный чемпионат Европы 1980 года. Вместе с ней он завоёвывал золото и серебро на чемпионатах Европы, участвовал в чемпионате мира.

## Тренерская карьера
В 1987 году принял предложение тренировать любительский клуб «Шёппинген», который впоследствии возглавлял пять лет. Проработав после этого ещё два года с командой низших лиг «Верлем», стал главным тренером молодёжи «Бохума». Дважды становился главным тренером «Бохума», сначала в 1999 году, когда команду покинул Эрнст Миддендорп. Тогда он достиг хорошего результата, выиграв пять матчей из семи. Потом клуб нашёл нового главного тренера — Ральфа Цумдика. Вскоре, уже после его ухода, Бернард опять возглавил на некоторое время клуб, но на этот раз неудачно. После этого в 2001 году он вовсе покинул «Бохум» и возглавил вторую команду «Дуйсбурга», родного для него клуба. Уже в 2002 году ему пришлось стать на некоторое время главным тренером «Дуйсбурга» вместо ушедшего Пьера Литтбарски, пока его не сменил Норберт Майер. В 2006 году он покинул «Дуйсбург» и возглавил команду «Рот-Вайсс» из Алена, но проработал с ней всего один год. В 2010-х годах входил в состав наблюдательного совета «Дуйсбурга».

## Достижения
Сборная Германии
- Чемпион Европы 1980 года
- Серебряный призёр чемпионата Европы 1976 года

«Дуйсбург»
- Финалист Кубка Германии: 1974/75
- Полуфиналист Кубка УЕФА 1978/79

«Шёппинген»
- Обладатель Кубка Вестфалии: 1989/90

## Статистика выступлений
| Сезон     | Команда   | Лига              | Матчи | Голы |
| --------- | --------- | ----------------- | ----- | ---- |
| 1970/71   | Дуйсбург  | Бундеслига        | 30    | 4    |
| 1971/72   | Дуйсбург  | Бундеслига        | 31    | 3    |
| 1972/73   | Дуйсбург  | Бундеслига        | 34    | 4    |
| 1973/74   | Дуйсбург  | Бундеслига        | 33    | 4    |
| 1974/75   | Дуйсбург  | Бундеслига        | 34    | 8    |
| 1975/76   | Дуйсбург  | Бундеслига        | 34    | 7    |
| 1976/77   | Дуйсбург  | Бундеслига        | 32    | 7    |
| 1977/78   | Дуйсбург  | Бундеслига        | 33    | 7    |
| 1978/79   | Дуйсбург  | Бундеслига        | 34    | 8    |
| 1979/80   | Дуйсбург  | Бундеслига        | 33    | 4    |
| 1980/81   | Дуйсбург  | Бундеслига        | 33    | 8    |
| 1981/82   | Дуйсбург  | Бундеслига        | 33    | 6    |
| 1982/83   | Шальке 04 | Бундеслига        | 34    | 4    |
| 1983/84   | Шальке 04 | Вторая Бундеслига | 34    | 1    |
| 1984/85   | Шальке 04 | Бундеслига        | 32    | 3    |
| 1985/86   | Шальке 04 | Бундеслига        | 27    | 0    |
| 1986/87   | Шальке 04 | Бундеслига        | 8     | 0    |
| 1970—1987 | Итого     | Везде             | 529   | 78   |